# Ludwig Fischer (botanico)
Emanuel Friedrich Ludwig Fischer (Berna, 31 gennaio 1828 – Berna, 21 maggio 1907) è stato un botanico svizzero.

## Biografia
Ha condotto ricerche sulla spermatofite e sul crittogame, originari del cantone di Berna. Egli è stato il padre del micologo Eduard Fischer.
Inizialmente era un farmacista tuttavia continuò a studiare tutt'altro per esempio botanica presso le università di Jena, Berlino e Zurigo. Nel 1860 divenne professore associato e direttore degli orti botanici di Berna. Dal 1863 al 1897 fu professore ordinario di botanica presso l'Università di Berna.

## Opere principali
- Taschenbuch der flora von Bern, 1855.
- Verzeichniss der phanerogamen und gefässkryptogamen des Berner-oberlandes und der umgebungen von Thun, 1862.
- Der botanische garten in Bern : Gegründet 1860. Kurze Darstellung der Einrichtungen und der wichtigsten Pflanzen desselben, 1866.
- Flora von Bern. Systematische uebersicht der in der gegend von Bern wildwachsenden und allgemein cultivirten phanerogamen und gefässkryptogamen, 1888